# IBM InfoSphere DataStage
IBM InfoSphere DataStage是IBM开发的一种ETL工具，也是IBM信息平台解决方案套件和IBM InfoSphere的其中一部分。它是一个以图形界面方式来提供数据整合解决方案的集成工具。DataStage有服务器版本和企业版本等多种版本。